# 大町山岳博物館
大町山岳博物館（おおまちさんがくはくぶつかん）は、長野県大町市にある、山岳に関する資料を扱った市立博物館。愛称は「山博（さんぱく）」。日本ではじめての山岳をテーマとした博物館であり、大町市は山岳文化都市宣言をしている。安曇野アートライン加盟施設。

## 歴史
1949年（昭和24年）頃、北アルプス山麓にある大町の公民館青年部が博物館設立を構想し、地域住民の支持を得て、1951年（昭和26年）11月1日に開館し、1957年（昭和32年）に高瀬川の旧河岸段丘上の現在地に移転した。
2025年（令和7年）、博物館館長が逮捕、起訴されたが、これは館長就任以前の容疑によるものである。

## 展示
北アルプスを中心とした登山、スキー、歴史、民俗、考古学、地学、気象、動物、植物の9部門に分けて展示されている。
北アルプスの自然については、フォッサマグナの解説や鉱物の展示、生息する植物や動物についてジオラマや剥製などで紹介している。登山の歴史については、その先覚者や登山技術について解説や、天幕模型や登山用具などが展示されている。エベレストの地形の模型がある。スキーや雪具の変遷図などもある。
付属園（動植物園）ではニホンカモシカやライチョウ、コマクサといった動植物が飼育・栽培されている。

## その他

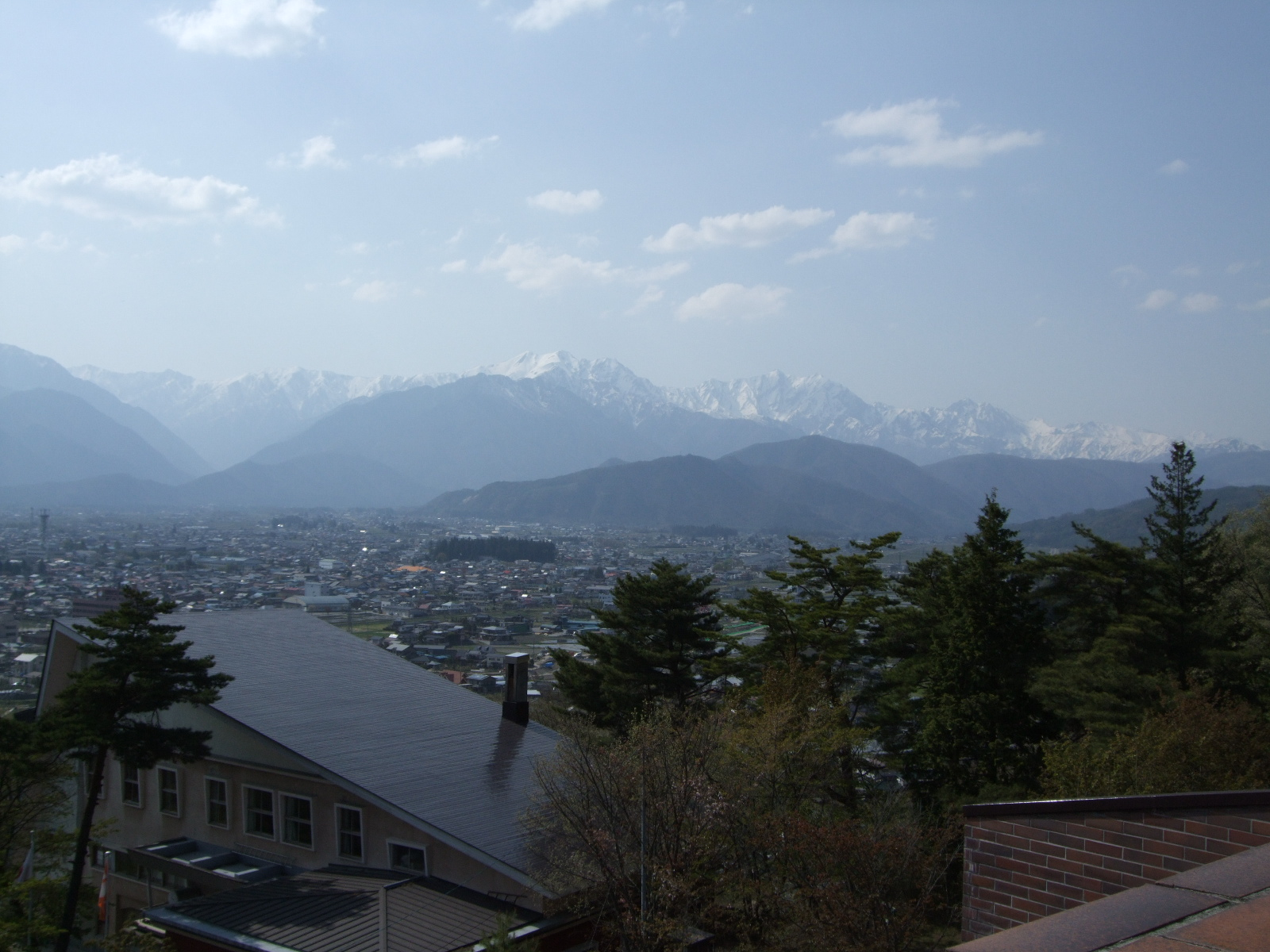
大町山岳博物館から眺望する北アルプス

- 喫茶こまくさにて、おみやげや書籍の販売、軽食の喫茶ができる（冬季はお休み）。
- 機関誌 『山と博物館』 1956年創刊（創刊時の誌名は『やまと博物館』）
  - 再編集発行 『北アルプス博物誌』 1972年 全3巻「歴史・民俗」「植物・地学」「動物・自然保護」 編者 大町山岳博物館 発行所 信濃路 発売元 社団法人農村漁村文化協会
  - 再編集発行 『新・北アルプス博物誌』 2001年  編者 大町山岳博物館 発行所 信濃毎日新聞社 ISBN 4-7840-9906-9

## 利用情報
- 開館時間:9:00 - 17:00
- 休館日:月曜日、祝日の翌日、年末年始。7月・8月は無休。
- 入館料金:大人400円、高校生300円、小・中学生200円。団体は各50円割引。

## アクセス
- JR大糸線 信濃大町駅下車、徒歩25分、タクシー利用5分。
- 長野自動車道 安曇野ICから40分。